# Final Fantasy IX
Final Fantasy IX (ファイナルファンタジーIX?, Fainaru Fantajī Nain) è un videogioco di ruolo alla giapponese sviluppato e pubblicato da Square nel 2000. È stato il nono capitolo della serie Final Fantasy e l'ultimo prodotto su PlayStation. La storia del gioco ruota attorno a una guerra tra nazioni di un mondo chiamato Gaia in un'epoca medievale di ambientazione fantasy. Il giocatore segue le vicende di Gidan Tribal, un brigante incaricato di rapire la principessa di Alexandria Garnet Til Alexandros XVII per conto della vicina nazione di Lindblum. Garnet si unisce a Gidan e a un folto gruppo di personaggi nel tentativo di fermare la madre, la folle regina di Alexandria Brahne e causa dello scoppio della guerra. La storia prenderà una svolta inaspettata quando gli eroi scopriranno che la regina è solo una pedina nelle mani di un uomo ben più pericoloso, Kuja, il cui passato è legato in modo misterioso a quello di uno degli eroi e al destino di due mondi.
Questo episodio della saga ha molti collegamenti con il primo capitolo della serie, Final Fantasy: le influenze sono riscontrabili ad esempio nel character design di boss di fine livello, nella presenza dei "Kaos" e nei personaggi principali. Dopo l'esperienza realistica con Final Fantasy VIII, si ha un ritorno ai personaggi super deformed e dai colori più vivi. Nonostante il ritorno a elementi caratteristici dei primi titoli della serie, il gioco introduce anche nuove meccaniche come gli "Eventi in Tempo Reale" (ETR), il sistema di posta "Mogu-net" e un particolare sistema di abilità ed equipaggiamento.
Final Fantasy IX è stato acclamato dalla critica e detiene il punteggio più alto su Metacritic tra gli altri titoli della serie, oltre ad essere stato un successo commerciale con oltre 5 300 000 copie vendute in tutto il mondo al marzo 2003. Dal 26 maggio 2010, in Europa è possibile scaricare Final Fantasy IX per PlayStation 3, PlayStation Portable e, dal 28 agosto 2012, per PlayStation Vita tramite PlayStation Network. Il 31 dicembre 2015, Square Enix pubblica sul suo canale YouTube un trailer con il quale annuncia un porting per Microsoft Windows, Android e iOS. La nuova edizione presenta un comparto grafico migliorato e sono state inserite alcune nuove funzioni, oltre ai classici achievement di Steam. L'importazione è stata pubblicata il 10 febbraio 2016 per iOS e Android mentre quella per Microsoft Windows è uscita il 14 aprile dello stesso anno. Il 19 settembre 2017 viene resa disponibile al download sullo store di PlayStation 4, con in regalo assieme al gioco un tema esclusivo creato da Toshiyuki Itahana e otto avatar dei personaggi principali. Il 13 febbraio 2019, durante il Nintendo Direct, è stata annunciata la pubblicazione del gioco per Nintendo Switch nel corso del 2019.

## Trama

### Ambientazione
Il gioco è ambientato principalmente in un mondo di nome Gaia, popolato da umani, altre razze umanoidi e animali antropomorfi. Gaia è suddiviso in quattro continenti: il Continente della Nebbia, il Continente Esterno, il Continente Dimenticato e il Continente Isolato. La maggior parte della popolazione vive nel Continente della Nebbia, così chiamato perché costantemente avvolto in una fitta nebbia. Gli altri tre continenti sono terre inesplorate in cui il giocatore non si troverà prima di una significativa parte della storia. Il Continente della Nebbia è composto da quattro reami, separati l'uno dall'altro da catene montuose: Alexandria, regno a nord-est del continente governato da una monarchia situata nel Castello di Alexandria; la città di Lindblum, tecnologicamente avanzata e in cui transitano regolarmente delle aeronavi, si trova a sud-ovest del continente; il regno di Burmesia, abitata da topi antropomorfi e la cui capitale è costantemente bagnata da una pioggia perenne, si trova a nord-ovest; Cleyra, i cui abitanti risiedono sulla cima di un albero gigante nel mezzo del deserto, è protetta da una potente tempesta di sabbia. La città indipendente di Toleno, situata nella parte sudorientale del Continente della Nebbia e immersa in una notte perenne, è abitata da molti ricchi aristocratici.
Negli altri continenti possiamo trovare il villaggio di Conde Petit, popolato da nani e situato nel Continente Esterno. Sempre nel Continente Esterno, un villaggio immerso in una fitta foresta è abitato da maghi neri, creature nate artificialmente, che hanno ottenuto coscienza della propria esistenza. La terra di Madain Sari, un tempo abitata da un gran numero di invocatori, ormai quasi scomparsi. Sparsi per tutti i continenti è possibile trovare anche delle paludi in cui vivono i Qu, creature androgine e rinomati buongustai, la cui prima fonte di cibo sono le rane che abitano le paludi. Parte della storia si svolge inoltre su un altro pianeta di nome Tera, abitato da una razza artificiale di contenitori vuoti e dall'aspetto umanoide chiamati Jenomi, e in due dimensioni parallele che il giocatore visiterà verso la fine del gioco: il Luogo dei Ricordi e il Mondo di Cristallo.

### Storia
Nella città di Alexandria fervono i preparativi per il sedicesimo compleanno della principessa Garnet, figlia della regina Brahne.
Per l'occasione è stata scritturata una compagnia di attori, affinché celebri la ricorrenza con un'opera teatrale; in realtà, si tratta di un gruppo di banditi, tra i quali anche il protagonista, Gidan (un ragazzo con la coda da scimmia, completamente ignaro del proprio passato), che mira a rapire la stessa principessa.
Sin dall'inizio, però, il rapimento non va come previsto: Gidan scopre che in realtà Garnet desidera essere rapita, in quanto vuole scoprire la causa di alcuni strani comportamenti della madre; e anche la fuga da Alexandria si rivela difficoltosa, tanto che l'aeronave dei banditi, sulla quale sono stati fortuitamente imbarcati anche Vivi, un timido mago nero, e il capitano delle guardie addetto alla sicurezza della principessa, Adalberto Steiner, precipita poco oltre i confini della città.
Incolumi, Gidan, Vivi, Steiner e Garnet si trovano a dover fronteggiare i servitori inviati da Brahne per recuperare la figlia ribelle (anche con metodi poco ortodossi) durante tali combattimenti, Vivi scoprirà di essere una creatura artificiale, di quelle prodotte in serie dalla regina a scopo bellico, con l'utilizzo di una tecnologia finora sconosciuta, e l'impiego di “scarti di anime”.
Giunti alla città di Lindblum, il gruppo incontrerà il saggio granduca Cid, che rivela di aver commissionato lui stesso il rapimento di Garnet, per proteggerla dalla madre: la regina ha infatti dichiarato guerra a tutte le città del Continente della Nebbia, supportata da un misterioso individuo il cui nome è Kuja. Sempre a Lindblum Gidan riabbraccerà una vecchia amica, Freija, originaria di Burmesia, città devastata dalla guerra in corso.
Garnet, convinta di poter sottrarre la madre all'influsso negativo del misterioso Kuja, si allontana dal gruppo con uno stratagemma, e seguita dal fido Steiner si dirige ad Alexandria. Gidan, Vivi e Freija, per quanto delusi dalla fuga della principessa, decidono di proseguire per Burmesia, nel tentativo di aiutare i superstiti; proprio in questa città si imbatteranno in Brahne e Kuja, che stanno programmando di attaccare il vicino albero di Cleyra, ultima roccaforte dove i compatrioti di Freija si sono rifugiati. Per quanto i tre giungano in tempo per avvertire gli abitanti di Cleyra del pericolo, non potranno fare nulla per impedire la distruzione totale dell'albero, dal momento che Brahne si servirà di uno spirito dell'invocazione, Odino; salvatisi per miracolo, Gidan, Vivi e Freija riescono a salire sull'aeronave di Brahne, diretta ad Alexandria. Scopriranno così che gli spiriti dell'invocazione di cui Brahne si è servita appartengono in realtà a Garnet, che la regina ha in realtà adottato quando, ancora in fasce, giunse sulle coste di Alexandria, sopravvissuta a un terribile naufragio.
Su consiglio di Kuja, la regina vuole privare Garnet del suo potere, in quanto il rito può essere eseguito solo se la ragazza ha compiuto 16 anni; Gidan e i suoi amici giungono in tempo per salvarle la vita, ma non abbastanza per impedire che il rito venga portato a termine. Garnet si ritroverà così senza più alcun potere, e solo con un lungo cammino potrà recuperare ciò che le è stato sottratto.
Fuggiti da Alexandria, i nostri scoprono dal granduca Cid che Brahne, insuperbita dalla forza appena acquisita, ha attaccato tutte le città rimanenti del Continente della Nebbia, e ha persino rotto con Kuja per volere il potere e i possedimenti per sé, che si è rifugiato nel Continente Esterno.
Attraverso un passaggio nella Palude dei Qu, nei pressi di Lindblum, Gidan e gli altri, sotto la guida di Quina (personaggio che può essere opzionalmente incontrato anche in precedenza), si recano così nel Continente Esterno, dove scoprono l'esistenza di un villaggio di soli Sciamani – persone dotate del potere dell'invocazione, riconoscibili grazie a un “corno” che si trova sulla loro fronte –, Madain Sari, abitato da Eiko, l'unica superstite a un “tifone” avvenuto molti anni addietro. Garnet scopre così di essere in realtà una Sciamana, privata del suo “corno” (che altro non è che il ciondolo che porta sempre al collo) da Brahne stessa, e sopravvissuta alla distruzione di Madain Sari grazie al sacrificio della sua vera madre. A Madain Sari verrà incontrato l'ultimo personaggio giocabile, Amarant, cacciatore di taglie spedito da Brahne in cerca del gruppo, che, sconfitto da Gidan, deciderà di unirsi al gruppo per capire cosa spinge la generosità di Gidan. Poco distante dal villaggio, di fronte al misterioso Albero di Lifa, avverrà lo scontro decisivo tra Brahne e Kuja: la regina attacca l'ex alleato con lo spirito dell'invocazione Bahamut, che inspiegabilmente perde il controllo e si rivolta contro la sua stessa invocatrice, distruggendola insieme alla sua flotta. La regina viene ritrovata sulle rive del mare ormai prossima a morire. Si scopre infine che essa è stata soggiogata e manipolata da Kuja dopo la morte del marito e spiegando così il suo strano cambiamento.
Assistita nei suoi ultimi istanti da Garnet gli dice di quanto bene le volesse e di come erano stati felici quando il padre era ancora vivo chiedendo infine perdono a sua figlia per il male che le ha fatto.
La principessa Garnet col cuore infranto farà ritorno ad Alexandria per prendere il posto di Brahne come regina, ma nella stessa notte Kuja si presenterà alle porte della città per attaccarla con Bahamut, che è riuscito a “sottrarre” a Brahne con l'utilizzo della sua misteriosa tecnologia. Anche Alexandria viene rasa al suolo, nonostante la comparsa, tramite evocazione congiunta di Eiko e Garnet, dello spirito ancestrale Alexander, che riuscirà – per quanto a fatica – a sfuggire alla “cattura” da parte di Kuja.
L'uomo si ritirerà nuovamente nel Continente Esterno, dove Gidan e i suoi amici lo raggiungono cadendo malamente in una trappola. Una volta catturati, Kuja pretende che Gidan si rechi nel Continente Dimenticato a prendere una cosa necessaria per i suoi piani, minacciando di uccidere i suoi compagni in caso di rifiuto. Ad aiutare Kuja ci sono soprattutto i Maghi Neri del Villaggio dei Maghi Neri. Essi hanno scoperto di avere pochi anni da vivere ed egli ha promesso loro di allungargli la vita se avessero lavorato per lui. Gidan a malincuore è costretto a obbedire a Kuja. Arrivato nel continente, Gidan giunge di fronte ad una misteriosa costruzione: Oeilvert. L'edificio, benché antico, si mostra molto simile a un'astronave e costruito con una tecnica molto progredita. Visitando l'edificio, esso si rivela essere in parte una sorta di archivio/museo, mostrando progetti avanzati su navi da trasporto tra cui l’Invincible di Kuja. Qui viene fatta menzione per la prima volta del pianeta Tera; a Oeilvert tutto è scritto con parole molto antiche ma Gidan incredibilmente è in grado di leggerle. Giunti in una stanza con delle maschere, che hanno coscienza propria, esse rivelano al gruppo del passato di Tera: un mondo molto progredito e sviluppato. I suoi abitanti però non conoscevano il declino dietro l'opulenza e questo li portò presto alla rovina. Recuperato quanto richiesto, Gidan fa ritorno da Kuja. Egli però, non ha alcuna intenzione di mantenere la parola data e cerca di uccidere tutti. Grazie all'aiuto di Cid, che ha evitato la cattura, riesce a liberare tutti i prigionieri. Purtroppo però Eiko viene catturata.
Kuja infatti, come già si era intuito, ha intenzione di accaparrarsi quanti più spiriti dell'invocazione possibile, e stavolta mira a Eiko, tentando di applicare su di lei lo stesso rito già usato con Garnet grazie all'aiuto di Son e Zon, ex servitori della regina Brahne, rischiando di uccidere la ragazzina in quanto non ha compiuto ancora 16 anni.
Stavolta però la cerimonia non andrà a buon fine, anche grazie allo spirito protettore di Eiko, Madein; inoltre, i nostri avranno modo di scoprire che Kuja in realtà non è originario del pianeta su cui tutti loro vivono (Gaia), bensì del pianeta a esso gemello, Tera, raggiungibile tramite una sorta di tornado.
Giunti su Tera, Gidan scopre che il pianeta è abitato da creature in tutto e per tutto simili a lui, a partire dalla coda: essi sono i Jenoma,  “contenitori” privi di un'anima, creati dal misterioso Garland. Anche egli si rivelerà essere una creatura artificiale molto antica, creata millenni addietro dal popolo di Tera. Tale popolo si rivela essere il più antico dell'universo e che raggiunse progressi sul sapere tecnologico e scientifico inimmaginabili. Essi tuttavia, consumarono in modo irresponsabile tutte le risorse del proprio pianeta causando una crisi mondiale che li portò in poco tempo alla rovina. Benché essi cercarono varie soluzioni per risolvere la crisi, nessuna si rivelò efficace. Prossimi a perire, crearono Garland che divenne l'amministratore del pianeta e che avrebbe avuto lo scopo di risanificare il loro mondo, mentre essi avrebbero portato le loro anime in un sonno letargico per rinascere quando Tera sarebbe tornato fiorente.
Garland rivelerà di aver creato i Jenoma allo scopo di “riempirli” con le anime provenienti da Gaia, in modo che Tera torni all'antico splendore, a spese del pianeta gemello che invece si trasformerà in un deserto.
Per garantire questo flusso di anime, Garland ha creato su Gaia l'Albero di Lifa, che in realtà altro non è che una gigantesca macchina; inoltre, egli è creatore anche di Kuja e Gidan, utilizzati come emissari da inviare su Gaia allo scopo di far sì che quante più anime possibile giungano su Tera. Gidan si rivela essere il dio della morte e della distruzione che doveva svolgere tale compito. Tuttavia, Kuja si è ribellato al proprio creatore, e intende distruggerlo con il potere degli spiriti dell'invocazione, mentre Gidan si rifiuta di divenirne il successore, ponendosi a difesa di Gaia, il pianeta su cui è cresciuto.
Garland si rivela infine essere responsabile di varie nefandezze su Gaia, tra cui la distruzione del villaggio di Eiko e di una guerra di cinquemila anni fa. Egli aveva scoperto che la magia che c'era su Gaia era tremendamente potente, soprattutto nell'utilizzo degli Spiriti dell'Invocazione. Comprendendo che le invocazioni erano un'arma che avrebbe potuto essere usata contro i piani per far rinascere Tera, cercò di distruggere tutti coloro che sapevano usarla, cosa che alla fine non gli riuscì. Aveva anche cercato di servirsene al principio per raggiungere i suoi scopi, ma si rivelò incapace di controllarla.
Nello scontro decisivo, Kuja riesce ad avere la meglio su Garland, scoprendo però di essere indissolubilmente legato al vecchio: con la sua morte, la vita di Kuja è destinata a finire entro breve. Sconvolto dalla paura di dover morire, Kuja entra in uno stato di Trance e distrugge Tera, da cui però il gruppo di Gidan riesce a scappare portando in salvo anche i Jenoma. Comincia così un serrato inseguimento, in modo da impedire a Kuja di arrivare fino nel Mondo di Cristallo, là dove sta il Cristallo la cui distruzione causerebbe la fine di ogni cosa.
I nostri riescono a sconfiggere Kuja prima che accada l'irreparabile, ma quest'ultimo, con le ultime forze, scaglia un potentissimo attacco che trasporta Gidan e tutti gli altri in un mondo senza tempo, dove li attende il boss finale: Trivia, l'incarnazione del nulla e della morte, nonché il male che si celava dentro Gidan e Kuja. Tornati su Gaia, Gidan sente la voce di Kuja che, ancora vivo, è rimasto intrappolato tra le radici dell'Albero di Lifa, completamente fuori controllo a seguito della distruzione di Tera, e decide generosamente di andare in suo soccorso.
Dopo la scomparsa di Gidan, trascorre un anno in cui la pace torna su Gaia, e la regina Garnet regna saggiamente sul proprio popolo, per quanto soffra profondamente per la perdita del ragazzo che ha amato. Tuttavia, durante una replica della recita che aveva dato inizio alla storia, in onore della nuova regina, l'attore che interpreta Marcus, uno dei personaggi della recita, svela il suo volto: è Gidan, il quale, abbracciando l'amata Garnet, le rivela di aver sì trovato Kuja; ma mentre l'uomo ha deciso per la morte, soffocato dai rimorsi per le proprie azioni malvagie, Gidan ha “scelto di vivere, per tornare a casa, un giorno”.

## Modalità di gioco
In Final Fantasy IX, il giocatore muove un personaggio attraverso il mondo di gioco, esplorando numerose zone e interagendo con vari personaggi. La maggior parte del gioco si svolge su sfondi pre-renderizzati, schermate di gioco che rappresentano città o dungeon. Per facilitare l'esplorazione, il gioco fa comparire un punto esclamativo sopra la testa del proprio personaggio ogniqualvolta esso si trovi in vicinanza di oggetti o cartelli con cui è possibile interagire. Il giocatore può parlare con i Moguri per salvare i progressi di gioco, recuperare le energie tramite tende e acquistare oggetti: si tratta di una deviazione dai precedenti capitoli della serie, in cui venivano sfruttati dei punti di salvataggio per compiere queste azioni. I Moguri possono anche essere richiamati in qualunque momento all'interno della World Map, tramite un oggetto chiamato "Moguflauto". I Moguri possono anche chiedere al giocatore di consegnare delle lettere ad altri Moguri per aiutarli nel loro particolare servizio di posta (chiamato "Mogu-net"), e il giocatore stesso può ricevere lettere da essi.
Il giocatore viaggia da un luogo all'altro spostandosi nella World Map, una rappresentazione 3D del mondo di Final Fantasy IX in versione ridotta, rappresentato con visuale dall'alto. Il giocatore può muoversi liberamente nella mappa di gioco ma non può oltrepassare montagne o specchi d'acqua, se non cavalcando particolari chocobo o a bordo di mezzi di trasporto (come barche o aeronavi). Come nei precedenti Final Fantasy, gli spostamenti attraverso la World Map e i terreni ostili del gioco sono interrotti da combattimenti generati casualmente.
Final Fantasy IX aggiunge una novità all'esplorazione introducendo la meccanica degli "Eventi in Tempo Reale" (ETR). Questi permettono al giocatore di vedere più eventi che stanno accadendo contemporaneamente in diversi luoghi del gioco e scegliere quali osservare, dando ulteriore profondità al sistema di gioco e offrendo la possibilità al giocatore di approfondire elementi diversi della storia. Gli ETR vengono utilizzati in certe occasioni per controllare due gruppi di personaggi allo stesso tempo e risolvere degli enigmi per farsi strada attraverso dei labirinti.

### Sistema di combattimento
Le battaglie in Final Fantasy IX utilizzano il noto sistema di Active Time Battle implementato per la prima volta in Final Fantasy IV. La lista dei comandi a disposizione è visibile in una finestra a fianco delle barre ATB dei personaggi, le quali si riempiono progressivamente e permettono al personaggio di entrare in azione una volta piene. Ogni personaggio, oltre a poter attaccare direttamente o utilizzare oggetti, è in grado di utilizzare particolari abilità associate alla propria classe. Ad esempio, Gidan può rubare oggetti al nemico, Eiko e Garnet sono in grado di evocare particolari spiriti (gli "Eidolon") in battaglia, mentre Vivi ha la possibilità di sfruttare la magia nera. Tornano poi gli Spiriti Invocativi, detti "Eidolon", che Garnet ed Eiko sono in grado di evocare in battaglia consumando MP similmente a come accadeva nei precedenti capitoli della serie.
Oltre a questo, il sistema di battaglia in Final Fantasy IX è stato sostanzialmente rivisto rispetto ai precedenti capitoli apparsi su PlayStation con alcune modifiche significative, tra cui il ritorno al party di quattro personaggi, potendo controllare in battaglia fino a quattro personaggi come succedeva nei capitoli precedenti a Final Fantasy VII. Inoltre viene introdotto il sistema di Trance, molto simile al sistema delle Limit Break di Final Fantasy VII. Ogni danno subìto in battaglia aumenta la "Barra Trance", che una volta piena abilita diverse opzioni speciali per il personaggio per un limitato periodo di tempo. La Barra Trance diminuisce a ogni attacco sino all'esaurimento della sua energia. Durante la fase di Trance, il personaggio diventa più potente oppure ha la possibilità di utilizzare abilità speciali (che vanno a sostituire il comando "Tecniche" nella finestra d'azione). Questo capitolo offre poi la possibilità di giocare con un altro giocatore, permettendo di controllare due personaggi a testa semplicemente modificando i parametri di gioco nel menù principale ed utilizzato un secondo controller.
Ogni volta che il giocatore vince una battaglia viene ricompensato con un determinato numero di Punti Esperienza (EXP), utili a far salire di livello i personaggi. Aumentare di livello permette di incrementare permanentemente le statistiche di base del personaggio, con un sistema di crescita che può essere incrementato equipaggiando particolari oggetti. Vincere le battaglie permette inoltre di ottenere "Guil" (la valuta di gioco), oggetti, Punti Abilità e carte da gioco utilizzabili nel "Tetra Master", un mini-gioco di tipo GCC.

### Abilità ed equipaggiamento
Final Fantasy IX, a differenza dei precedenti due capitoli della serie, torna ad utilizzare un sistema di personaggi suddivisi in classi, in cui a ciascuno è riservato a un ruolo specifico in battaglia. Ad esempio, Vivi è il mago della squadra ed è l'unico in grado di utilizzare le magie nere, mentre Steiner in quanto cavaliere è l'unico a poter sfruttare le abilità con gli spadoni.
La funzione principale dell'equipaggiamento nella serie Final Fantasy è quella di aumentare le varie statistiche dei personaggi. In Final Fantasy IX, le armi e i vari pezzi di equipaggiamento possiedono particolari abilità che il personaggio è in grado di utilizzare una volta equipaggiato l'oggetto in questione, se la classe del personaggio è compatibile con tali abilità. Una volta che il personaggio ha accumulato sufficienti "Punti Abilità" (AP) in battaglia, le abilità diventano utilizzabili anche qualora l'equipaggiamento venga rimosso. In aggiunta ad aumentare le statistiche base del personaggio e a permettere l'utilizzo di abilità speciali, l'equipaggiamento indossato determina anche la crescita delle varie statistiche al momento dell'aumento di livello. Ad esempio, un'armatura non solo aumenterà i valori di base di difesa ed evasione del personaggio che la equipaggia, ma permetterà un aumento di varie statistiche di difesa anche quando quest'ultimo salirà di livello.
Le abilità sono classificate in due gruppi, le Abilità di Azione e quelle di Supporto. Le prime consumano "Punti Magia" (MP) ed includono incantesimi e mosse speciali utilizzabili in battaglia. Le abilità di supporto garantiscono invece abilità passive, come ad esempio incrementare i parametri base del personaggio o proteggerlo da attacchi particolari, che rimangono costantemente attive per tutta la durata della battaglia. Tali abilità necessitano di pietre magiche per essere attivate, e il numero massimo di pietre (e quindi di Abilità di Supporto) utilizzabili aumenta all'aumentare del livello del personaggio.

### Tetra Master
Il Tetra Master è un mini-gioco di carte a cui il giocatore può sfidare vari personaggi non giocanti nei diversi luoghi di Gaia. Le carte di gioco possono essere ottenute sconfiggendo mostri, aprendo forzieri o come particolari ricompense. Ogni carta è contrassegnata da delle frecce dirette verso i lati e gli angoli della carta, oltre a vari parametri associati ad ogni direzione indicata da una freccia e di valore più alto nel caso delle carte più rare. Ogni giocatore all'inizio della partita sceglie dal proprio mazzo un set di cinque carte da utilizzare nella partita, dopodiché posizione a turno una carta alla volta su una griglia quadrata di dimensioni 4×4. Ogni volta che un giocatore posiziona una propria carta vicino a una carta dell'avversario, le due carte entrano in battaglia e le frecce disposte su di esse, insieme alle rispettive statistiche di attacco e difesa, determinano se il giocatore entrerà in possesso della carta avversaria o viceversa. Una volta che ogni giocatore ha posizionato tutte le proprie carte sulla griglia di gioco, la partita finisce e il vincitore è il giocatore in possesso del numero maggiore di carte (una patta può verificarsi se entrambi i giocatori sono rimasti in possesso dello stesso numero di carte). Il vincitore ha la possibilità di scegliere una tra le carte avversarie di cui è entrato in possesso durante la partita e diventarne il proprietario, mentre in caso di una vittoria perfetta (in cui il giocatore entra in possesso di tutte le carte sulla griglia di gioco) il vincitore si appropria di tutte le carte utilizzate dall'avversario in partita.

## Personaggi
Ci sono otto personaggi giocabili e alcuni personaggi secondari giocabili solo per un breve lasso di tempo.

## Adattamento
A differenza degli altri capitoli di Final Fantasy, questo episodio oltre a essere stato adattato completamente in italiano, ha anche accentuato le differenze tra personaggi imponendo a molti di loro uno slang particolare. È possibile quindi incontrare personaggi che parlano con uno slang derivante, ad esempio, dal dialetto romano, da quello siciliano o dalla lingua sarda.
Nella versione originale giapponese, analogamente a quella italiana, i personaggi si esprimono in vari accenti delle regioni del sol levante.

## Colonna sonora
La musica di Final Fantasy IX, come per i precedenti capitoli della serie di Final Fantasy, è stata composta da Nobuo Uematsu, che lungo un anno di lavoro compose per il gioco circa 160 brani, di cui 140 inseriti nel gioco. Durante le sessioni di scrittura, Square diede al compositore la possibilità di viaggiare per l'Europa, in particolare in Germania, in cerca di ispirazione. Uematsu ha citato la musica medievale come principale elemento di influenza nello sviluppo di Final Fantasy IX, ricercando un atmosfera "semplice" e "calda" e utilizzando anche strumenti non comuni come il kazoo e il dulcimer.
Uematsu ha dichiarato di aver composto con il piano e seguito due metodi contrastanti: "Creo musica che si adatta agli eventi del gioco, ma a volte, [gli sviluppatori] aggiustano l'evento di gioco perché si adatti alla musica che ho già scritto". Oltre alla composizione di nuovi brani, nel gioco sono stati incorporati motivi dai vecchi capitoli della saga, come l'intro iniziale delle battaglie e un Volcano Theme riarrangiato direttamente da Final Fantasy, come come il tema di Pandemonium di Final Fantasy II. La banda Tantalus suona "Rufus' Welcoming Ceremony" da Final Fantasy VII proprio agli inizi del gioco.
Il compositore ha spesso citato la colonna sonora di Final Fantasy IX come la sua preferita.
Come il suo predecessore Final Fantasy VIII, il videogioco contiene una ballata J-pop che fa da "theme song": Melodies of Life, composta da Uematsu, scritta da Hiroyuki Itō (in giapponese) e da Alexander O. Smith (in inglese) e cantata da Emiko Shiratori in entrambe le versioni.

## Sviluppo
Una pianificazione di base del capitolo IX era partita già nel luglio 1998, prima del completamento dello sviluppo di Final Fantasy VIII. Il gioco fu sviluppato alle Hawaii, come compromesso per gli sviluppatori che vivevano negli Stati Uniti. Come ultimo gioco per l'originale PlayStation, Hironobu Sakaguchi decise di prendere una strada di "riflessione" sui vecchi giochi della saga, tanto che, in prossimità della sua uscita, dichiarò Final Fantasy IX come il suo capitolo preferito e "il più vicino alla [sua] idea di come Final Fantasy dovrebbe essere".
Il team di lavoro voleva inoltre creare una storia coerente con personaggi profondi e ben sviluppati; questo portò allo sviluppo dell'Active Time Events, strumento che nel gioco permette di osservare eventi ed esplorazioni di un personaggio lontano dal protagonista della storia. Sakaguchi scrisse la sceneggiatura del gioco con anche i contributi di Kazuhiko Aoki e Nobuaki Komoto.

## Accoglienza
| Aggregati       | Aggregati                                                |
| Testata         | Giudizio                                                 |
| --------------- | -------------------------------------------------------- |
| GameRankings    | PS: 93%                                                  |
| Metacritic      | PS: 94/100 iOS: 88/100 PC: 84/100 PS4: 85/100 NS: 76/100 |
| Recensioni      |                                                          |
| Testata         | Giudizio                                                 |
| Famitsū         | 38/40                                                    |
| Game Informer   | 9,75/10                                                  |
| GamePro         | 5/5                                                      |
| GameSpot        | 8,5/10                                                   |
| Hyper           | 95%                                                      |
| IGN             | 9,2/10                                                   |
| Next Generation | 5/5                                                      |
| TouchArcade     | iOS: 5/5                                                 |

Il gioco godette di un grande successo di critica, ricevendo parecchie recensioni positive, ed è ormai considerato uno dei migliori capitoli della saga. Metacritic lo ha votato con un 94/100, giudicandolo così come il miglior gioco della serie, mentre GameRankings gli ha assegnato un 92,72%: nel panorama della saga, si tratta del secondo punteggio più alto mai assegnato dal sito (dietro soltanto a Final Fantasy VI).
In Giappone non è stata pubblicata nessuna guida ufficiale del gioco. Quella americana ed europea, invece, era volutamente incompleta: qualora il giocatore avesse voluto leggere il resto delle soluzioni, doveva usare i link e i codici d'accesso contenuti nella guida, i quali indirizzavano a delle sezioni protette del sito ufficiale della guida strategica, contenenti le soluzioni restanti (una caratteristica che non venne particolarmente apprezzata).

### Vendite
Alla fine del 2000 il gioco aveva venduto più di 2,65 milioni di copie in Giappone, diventando il secondo gioco dell'anno con più vendite. Nonostante sia stato un top-seller in Giappone e Stati Uniti, Final Fantasy IX non ha venduto quanto i capitoli VII e VIII sia in Giappone che negli Stati Uniti. Nel 2001, il gioco ricevette la certificazione "Oro" dal Verband der Unterhaltungssoftware Deutschland (VUD), per aver venduto 100.000 copia tra Germania, Austria e Svizzera.
A marzo 2016 l'originale PS1 aveva venduto oltre 5,5 milioni di copie. In occasione del 25º anniversario del capitolo, Square Enix a marzo 2025 ha aggiornato i dati di vendita complessivi del gioco che ha venduto 8,9 milioni di copie mondiali.

### Riconoscimenti
- D.I.C.E. Awards 2001 (ex Interactive Achievement Awards):[48]
  - Console RPG of the Year
  - Outstanding Achievement in Art Direction
  - Outstanding Achievement in Animation
- Satellite Awards 2002:[49]
  - Best Interactive Product/Video Game